# Каваллерлеоне
Каваллерлеоне (итал. Cavallerleone) — коммуна в Италии, располагается в регионе Пьемонт, в провинции Кунео.
Население составляет 610 человек (2008 г.), плотность населения составляет 38 чел./км². Занимает площадь 16 км². Почтовый индекс — 12030. Телефонный код — 0172.
Покровителем коммуны почитается святой мученик Роман, празднование 9 августа.

## Демография
Динамика населения:

## Администрация коммуны
- Официальный сайт: http://www.comunecavallerleone.it/ Архивная копия от 2 августа 2009 на Wayback Machine